# Lonsana Doumbouya
Lonsana Doumbouya (Nice, Francia, 26 de septiembre de 1990) es un futbolista francés nacionalizado guineo. Juega de delantero y su equipo actual es el Meizhou Hakka de la Primera Liga China.

## Selección
Ha sido internacional con la Selección de Guinea en 2 ocasiones.

## Clubes
| Club                 | País      | Año             | PJ | Goles |
| -------------------- | --------- | --------------- | -- | ----- |
| Les Genêts d'Anglet  | Francia   | 2010 - 2011     | 10 | 0     |
| RCS Verviétois       | Bélgica   | 2012 - 2013     | 32 | 11    |
| AFC Tubize           | Bélgica   | 2013 - 2015     | 59 | 19    |
| Círculo de Brujas    | Bélgica   | 2015 - 2016     | 31 | 9     |
| Inverness Caledonian | Escocia   | 2016            | 19 | 6     |
| SKN St. Pölten       | Austria   | 2017 - 2018     | 23 | 3     |
| PT Prachuap          | Tailandia | 2018            | 26 | 16    |
| Trat                 | Tailandia | 2019            | 28 | 20    |
| Meizhou Hakka        | China     | 2020 - presente | 0  | 0     |